# La luna (Fred Bongusto)
La luna è il 40º e ultimo album del cantante italiano Fred Bongusto, pubblicato dall'etichetta discografica ANS Records nel 1997.

## Tracce
1. La luna
2. La signora 'e "Addo'va"
3. Vorrei
4. Capri
5. Nun me ne 'mporta niente
6. Facciamo finta di volerci bene
7. Innamorati d'improvviso
8. Mariluna
9. Unforgettable
10. Stella più stella